# Georg Modestin
Georg Modestin (* 1969 in Bern) ist ein Schweizer Historiker.

## Leben
Modestin studierte an der Universität Lausanne und schloss dort 1997 mit dem Lizenziat ab. Anschliessend absolvierte er ein Masterstudium an der Universität Exeter, das er 1998 abschloss. Anschliessend absolvierte er das Lehrdiplom für Maturitätsschulen und unterrichtete seither an diversen Gymnasien. Gleichzeitig war er freier Mitarbeiter der Helvetia Sacra und des Historischen Lexikons der Schweiz. Er arbeitete an SNF-Projekten mit, unter anderem als Schweizer Mitarbeiter der MGH. 2005 promovierte er an der Universität Freiburg i. Üe. Seit 2013 ist er dort auch Gastforscher. 2021 habilitierte er sich an der Philosophischen Fakultät der Universität Freiburg mit einer Arbeit zum Chronisten Heinrich von Diessenhofen, Autor einer Reichschronik über die Jahre 1316–1361, im Fach Geschichte des Mittelalters.
Modestin sitzt im Vorstand des Geschichtsforschenden Vereins des Kantons Freiburg und wohnt in Solothurn.

## Werke (Auswahl)
- Le  diable  chez  l’évêque.  Chasse  aux  sorciers  dans  le  diocèse  de  Lausanne  (vers 1460). Lausanne 1999 (Cahiers lausannois d’histoire médiévale 25).
- Quellen  zur  Geschichte  der  Waldenser  von  Straßburg  (1400–1401).  Hannover  2007 (MGH Quellen zur Geistesgeschichte des Mittelalters 22).
- Ketzer  in  der  Stadt.  Der  Prozess  gegen  die  Straßburger  Waldenser  von  1400. Hannover 2007 (MGH Studien und Texte 41).
- Facta  est  magna  strages. Der Konstanzer Domherr Heinrich von Diessenhofen und die zeitgenössische Historiographie des Laupenkrieges. In: Freiburger Geschichtsblätter. 85, 2008, S. 33–67 (online verfügbar).
- Eine coniuratio gegen  Kaiser  Karl IV.  und das Schweigen des Chronisten. Heinrich von Diessenhofen als Historiograph Herzog Rudolfs IV. von Österreich (1357–1361). In: Studia Mediaevalia Bohemica. 2/1, 2010, S. 7–24.
- Heinrich  von  Diessenhofen,  Marquard von Randegg und der Große Drache – Avignon,  11.  April  1337. In: Schweizerische  Zeitschrift  für  Geschichte. 59, 2009, S. 329–341 (online verfügbar).